# Jeux mondiaux de la Polonia
Les Jeux mondiaux de la Polonia (en polonais : Światowe Igrzyska Polonijne) sont une compétition multisports créée en 1934 et organisée par l'association « Communauté polonaise » (en polonais : Wspólnota Polska) les années impaires pour l'été et paires pour l'hiver. Ils sont ouverts à tous les Polonais ou toutes les personnes d'origine polonaise vivant à l'étranger, qui constituent la diaspora polonaise ou Polonia, quelle que soit leur nationalité, mais aussi à leurs conjoint(e)s et à leurs enfants.

## Histoire
La première édition des jeux se tient en août 1934 à Varsovie où se retrouvent 381 athlètes (dont 33 femmes) issus de 13 pays. La deuxième édition prévue en 1937 est finalement annulée et les jeux sont ensuite abandonnés jusqu'en 1974, année de leur renaissance, et sont organisés tous les deux ans depuis 1997. Des jeux d'hiver sont également organisés depuis 1986. L'association « Communauté polonaise » est fondée en 1990 par l'universitaire et homme politique Andrzej Stelmachowski afin d'assurer la tenue des jeux.

## Organisation
- en 2007, 985 athlètes de 25 pays (l'Allemagne glane le plus de médailles, 39 en or, 28 en argent et 27 en bronze).

L'édition 2011 regroupe autour de Wrocław plusieurs disciplines sportives :
- à Wrocław : badminton, bowling, futsal, golf, équitation, canoe-kayak, basketball, athlétisme, tir à l'arc, football, volleyball, tennis, natation, tir, escrime, tennis de table, voile, bridge, tournoi familial.
- à Ślęża, dans le massif de la Sobótka : cyclisme sur route et VTT.
- à Milicz : beach-volley.
- à Polanica-Zdrój : échecs.
- au Lac Mietkoski (en polonais :Jezioro Mietkowskie (pl)) : pêche à la ligne.

L'édition 2012 regroupe autour à Bielsko-Biała, Cieszyn, Szczyrk, Tychy, et Wisła, les disciplines suivantes :
- ski de fond, carving, hockey sur glace, snowboard, short track, biathlon, ski alpin, patinage, luge, et marche nordique.

## Éditions

### Jeux d'été
| Année | Jeux    | Ville                                           | Pays    | Dates                   | Participants | Nations | Disciplines |
| ----- | ------- | ----------------------------------------------- | ------- | ----------------------- | ------------ | ------- | ----------- |
| 1934  | Iers    | Varsovie                                        | Pologne | du 1er au 8 août        | 381          | 13      | 7           |
| 1974  | IIes    | Cracovie                                        | Pologne |                         | 319          | 13      | 11          |
| 1977  | IIIes   | Cracovie                                        | Pologne |                         | 700          | 15      | 12          |
| 1981  | IVes    | Cracovie                                        | Pologne |                         | 383          | 12      | 11          |
| 1984  | Ves     | Varsovie                                        | Pologne |                         | 500          | 14      | 16          |
| 1987  | VIes    | Cracovie                                        | Pologne |                         | 1 300        | 29      | 16          |
| 1991  | VIIes   | Cracovie                                        | Pologne |                         | 271          | 13      | 12          |
| 1997  | VIIIes  | Lublin                                          | Pologne |                         | 600          | 24      | 11          |
| 1999  | IXes    | Lublin                                          | Pologne |                         | 350          | 16      | 13          |
| 2001  | Xes     | Sopot                                           | Pologne |                         | 500          | 21      | 20          |
| 2003  | XIes    | Poznań                                          | Pologne | du 26 juillet au 2 août | 700          | 22      | 16          |
| 2005  | XIIes   | Varsovie                                        | Pologne |                         | 1 000        | 28      | 18          |
| 2007  | XIIIes  | Słupsk                                          | Pologne | du 28 juillet au 4 août | 1 068        | 26      | 21          |
| 2009  | XIVes   | Toruń                                           | Pologne |                         | 1 101        | 24      | 23          |
| 2011  | XVes    | Wrocław                                         | Pologne | du 30 juillet au 6 août | 1 682        | 32      | 28          |
| 2013  | XVI     | Kielce                                          | Pologne | du 3 au 10 août         | 1 000        | 31      | 18          |
| 2015  | XVIIes  | Śląsk (Rybnik, Chorzów, Sosnowiec Wodzisław Śl) | Pologne | du 26 juillet au 2 août | 800          | 28      | 20          |
| 2017  | XVIIIes | Toruń                                           | Pologne | du 29 juillet au 6 août | 1 000        | 32      | 23          |
| 2019  | XIXes   | Gdynia                                          | Pologne | du 27 juillet au 4 août | 1 268        | 27      | 22          |
| 2021  | XXes    | Pułtusk                                         | Pologne | du 19 au 24 septembre   | 500          | 27      | 17          |
| 2023  | XXIes   | Nysa (Pologne) et Wroclaw                       | Pologne | du 26-31 août 2023      |              |         |             |

### Jeux d'hiver
| Année | Jeux | Siège                | Pays    | Dates                         | Participants | Nations | Disciplines | 2024 | XVI |  |  |  |  |  |  |  |
| 2022  | XV   | Wisła                | Pologne | du 27 février au 3 mars       | 500          | 21      | 10          |      |     |  |  |  |  |  |  |  |
| 2020  | XIV  | Krynica-Zdrój        | Pologne | du 20 décembre au 23 décembre | 120          | 10      | 4           |      |     |  |  |  |  |  |  |  |
| 2018  | XIII | Krynica-Zdrój        | Pologne | du 25 février au 1er mars     | 546          | 22      | 9           |      |     |  |  |  |  |  |  |  |
| 2016  | XII  | Les Basses-Carpates  | Pologne | du 27 février au 6 mars       | 500          | 18      | 12          |      |     |  |  |  |  |  |  |  |
| 2014  | XI   | Les Monts des Géants | Pologne | du 23 février au 1er mars     | 600          | 23      | 10          |      |     |  |  |  |  |  |  |  |
| 2012  | X    | Les Beskides         | Pologne | du 25 février au 3 mars       | 600          | 23      | 10          |      |     |  |  |  |  |  |  |  |
| 2010  | IX   | Zakopane             | Pologne | du 6 mars au 14 mars          | 730          | 25      | 12          |      |     |  |  |  |  |  |  |  |
| 2008  | VIII | Les Beskides         | Pologne | du 29 février au 5 mars       | 500          | 20      | 7           |      |     |  |  |  |  |  |  |  |
| 2006  | VII  | Les Beskides         | Pologne | du 24 février au 2 mars       | 664          | 24      | 7           |      |     |  |  |  |  |  |  |  |
| 2004  | VI   | Les Beskides         | Pologne | du 28 février au 3 mars       | 625          | 23      | 7           |      |     |  |  |  |  |  |  |  |
| 2002  | V    | Les Beskides         | Pologne | du 1er mars au 6 mars         | 550          | 20      | 6           |      |     |  |  |  |  |  |  |  |
| 2000  | IV   | Les Beskides         | Pologne | du 28 février au 5 mars       | 215          | 17      | 4           |      |     |  |  |  |  |  |  |  |
| 1992  | III  | Zakopane             | Pologne | du 2 février au 7 février     | 140          | 8       | 17          |      |     |  |  |  |  |  |  |  |
| 1989  | II   | Zakopane             | Pologne | ?                             | 146          | 8       | 17          |      |     |  |  |  |  |  |  |  |
| 1986  | I    | Zakopane             | Pologne | ?                             | 200          | 12      | 4           |      |     |  |  |  |  |  |  |  |